# U-22 (1936)
U-22 – niemiecki okręt podwodny (U-Boot) typu II B z okresu II wojny światowej. Okręt wszedł do służby w 1936. 

## Historia
Zamówienie na budowę kolejnego okrętu podwodnego typu II B zostało złożone w stoczni Germaniawerft w Kilonii 2 lutego 1935. Rozpoczęcie budowy okrętu miało miejsce 2 kwietnia 1936. Wodowanie nastąpiło 29 lipca 1936, wejście do służby 20 sierpnia 1936.
Po wejściu do służby okręt służył do 31 grudnia 1939 we Flotylli U-Bootów „Weddingen” i „Lohs”. Od 1 stycznia 1940 wszedł w  skład 1. Flotylli U-Bootów. W czasie II wojny światowej odbył 7 patroli bojowych, podczas których zatopił 6 statków o łącznej pojemności 7.344 BRT, 2 okręty pomocnicze (łącznie 3.633 BRT) i okręt (1.475 t) – niszczyciel HMS „Exmouth”, większość za pomocą min morskich.
W swój siódmy i ostatni patrol bojowy okręt wyszedł z portu Wilhelmshaven 20 marca 1940. Okręt zaginął 27 marca w rejonie Skagerraku na wodach, gdzie mogły występować miny morskie. Na okręcie zginęła cała, 27-osobowa, załoga.